# Дэниелы
Дэниел Кван (англ. Daniel Kwan; род. 10 февраля 1988, Массачусетс, США) и Дэниел Шайнерт (англ. Daniel Scheinert; род. 7 июня 1987, Бирмингем, Алабама, CША), более известные как «Дэниелы» (англ. Daniels) – режиссёрский дуэт. Наибольшую известность получили благодаря фильмам «Человек — швейцарский нож» (2016) и, в особенности, «Всё везде и сразу» (2022), которые они сами написали и срежиссировали. За последний они были удостоены множества наград, включая три премии «Оскар».
Изначально дуэт специализировался на съемках музыкальных видео. Самое известное на сегодняшний день – промо DJ Snake для сингла Turn Down for What. В 2016 году промо было расширено до полнометражного фильма, получившего в российском прокате название «Человек — швейцарский нож». Главные роли в трагикомедии исполнили Дэниел Рэдклифф и Пол Дано. За работу над фильмом в 2016 году «Дэниелы» получили награду кинофестиваля Сандэнс.
В 2017 году было объявлено, что режиссёры готовят к запуску новый полнометражный проект – фантастическую экшн-комедию, продюсерами которой выступят братья Руссо. Некоторое время спустя стало известно название картины – «Всё везде и сразу». Картина стала фильмом-открытием фестиваля South by Southwest, на котором была показана 11 марта 2022 года.
Дэниел Кван является соучредителем сообщества We Director Music Videos (W.D.M.V.).

## Фильмография
| Год  | Фильм                     | Режиссёры | Сценаристы | Продюсеры |
| ---- | ------------------------- | --------- | ---------- | --------- |
| 2016 | Человек — швейцарский нож | Да        | Да         | Нет       |
| 2022 | Всё везде и сразу         | Да        | Да         | Да        |